# Caloplaca oasis
Espèce
Caloplaca oasis est une espèce de lichens de la famille des Teloschistaceae.

## Liste des formes et sous-espèces
Selon MycoBank (4 février 2023) :
- Caloplaca oasis f. oasis
- Caloplaca oasis f. rohlenae (Servít) Clauzade & Cl. Roux, 1976
- Caloplaca oasis subsp. oasis
- Caloplaca oasis subsp. rohlenae (Servít) Cl. Roux, 2008

## Systématique
Le nom correct complet (avec auteur) de ce taxon est Caloplaca oasis (A. Massal.) Szatala, 1932.
Le basionyme de ce taxon est : Callopisma aurantiacum var. oasis A. Massal., 1856
Caloplaca oasis a pour synonymes :
- Callopisma aurantiacum var. oasis A.Massal., 1856
- Caloplaca aurantiaca f. oasis (A.Massal.) Th. Fr.
- Caloplaca oasis (A. Massal.) Szatala, 1932
- Caloplaca velana var. oasis (A.Massal.) Zahlbr., 1931
- Placodium oasis (A. Massal.) Szatala, 1960

## Publication originale
- (hu) Ödön Szatala, « Lichenes a divo H. Lojka relictae », Magyar Botanikai Lapok, Hongrie, vol. 31,‎ 1932, p. 67-126.